# Hichem Yasri
Hichem Yasri (* 20. März 1990 in Aïn Taya, einem Vorort von Algier) ist ein ehemaliger algerischer Tennisspieler.

## Karriere
Yasri spielte er erstmals 2011 beim ITF-Turnier in Algerien.
Er ist seit Mai 2013 algerischer Davis-Cup-Spieler. 2016 spielte er letztmals ein Profiturnier.